# Crank'n Power
Crank'n Power（クランキンパワー）はアメリカのBROWNINGが製造する釣り竿である。

## 概要
SILAFLEXというEグラス素材を用いたクランキングロッドシリーズで、アメリカのバスプロ、デビッド・フリッツのシグネチャーモデルとして発売された。
また、当時デビッド・フリッツはBROWNINGの他にPOE、LEWなどともスポンサー契約をしており同じモデル(厳密にはグリップなどが異なる)がPOEやLEWからも発売された。
当時、アメリカでは、クランキングロッドとして、オールスターのGT2、G.loomisのEXTREME PREMIER、LCIのCrankerシリーズなどのグラスコンポジットが流行していた。
そんな中、オールグラスで低弾性Eグラスを用いたCrank'n PowerとPOE社のウッドクランクでデビット・フリッツは数々のトーナメントを優勝し、1991年にはGolden BendのAOYに輝いた。
これによりアメリカのトーナメントで再びオールグラスロッドが見直されることとなった。
一方日本では、グラスコンポジットの使用感に違和感を持っていた田辺哲男が使用するようになった。田辺はPOEとスポンサー契約を結んでおり、当時勤務していたティファでPOE製品を輸入していた関係もあり、1992年にPOEモデルが販売されるようになった。その後、このロッドをベースにロードランナーのバキュームシリーズが開発された。
また、デビッドフリッツがBROWNINGからAmerican Rodsmithに移籍し、2002年にSignature Series David Fritts Cranking Seriesを発売する。また、バス・プロ・ショップスも2004年にアメリカ・カナダ地域におけるBrowningの商標権を買い取り、その後、これらのロッドを再現したBrowning Silaflex Rodsを発売した。

## ラインナップ
型番の最初のxにはBROWNINGのリテール品には5、POEモデルにはP、LEWモデルにはCが入る。また括弧内は1999年以降にLew'sブランドで発売された品名である。
x129601 (LCR60M)
6フィートのライトパワーのロッド。シャッド、トップウォーターやミノーのリッピング向け。
x129602
6フィートのミディアムパワーのロッド。シャロークランク、スピナーベイト、トップウォーター向け。
x129651 (LCR66M)
6フィート6インチのミディアムパワーのロッド。
x129652
6フィート6インチのミディアムヘビーパワーのロッド。ディープクランク、スピナーベイト、バイブレーション向け。
x129701 (LCR70M)
7フィートのミディアムパワーのロッド。
x129702
7フィートのミディアムヘビーパワーのロッド。ディープクランクのニーリング向け。